# Indohya anastomosa
Espèce
Indohya anastomosa est une espèce de pseudoscorpions de la famille des Hyidae.

## Distribution
Cette espèce est endémique du Gascoyne en Australie-Occidentale. Elle se rencontre dans la chaîne du Cap à Breakdown Maze dans la grotte cave C-111.

## Description
La femelle holotype mesure 2,01 mm.

## Systématique et taxinomie
Cette espèce a été décrite par Harvey et Burger en 2023.

## Publication originale
- Harvey, Burger, Abrams, Finston, Huey & Perina, 2023 : « The systematics of the pseudoscorpion genus Indohya (Pseudoscorpiones: Hyidae) in Australia. » Zootaxa, no 5342(1), p. 1-119.